# Vaumas
Vaumas ist eine französische Gemeinde mit 538 Einwohnern (Stand: 1. Januar 2022) im Département Allier in der Region Auvergne-Rhône-Alpes. Sie gehört zum Arrondissement Vichy und ist Mitglied im Gemeindeverband Communauté de communes Entr’Allier Besbre et Loire. Die Bewohner werden Vaumasiens und Vaumasiennes genannt.

## Geographie
Vaumas liegt etwa 38 Kilometer nordnordöstlich von Vichy und etwa 26 Kilometer ostsüdöstlich von Moulins am Fluss Besbre. An der südlichen Gemeindegrenze mündet der Graveron in die Besbre. Umgeben wird Vaumas von den Nachbargemeinden Saint-Pourçain-sur-Besbre im Norden, Saligny-sur-Roudon im Osten, Saint-Léon im Südosten, Châtelperron im Süden, Thionne im Süden und Südwesten, Mercy im Westen sowie Chapeau und Thiel-sur-Acolin im Nordwesten.

## Bevölkerungsentwicklung
| Jahr                       | 1962 | 1968 | 1975 | 1982 | 1990 | 1999 | 2006 | 2012 | 2019 |
| Einwohner                  | 793  | 727  | 685  | 627  | 592  | 564  | 536  | 541  | 537  |
| Quellen: Cassini und INSEE |      |      |      |      |      |      |      |      |      |

## Sehenswürdigkeiten
Siehe auch: Liste der Monuments historiques in Vaumas
- Kirche Saint-Martin aus dem 14. und 15. Jahrhundert
- Mühle

## Persönlichkeiten
- René Bonnet (1904–1983), Automobilrennfahrer